# Лимские балконы

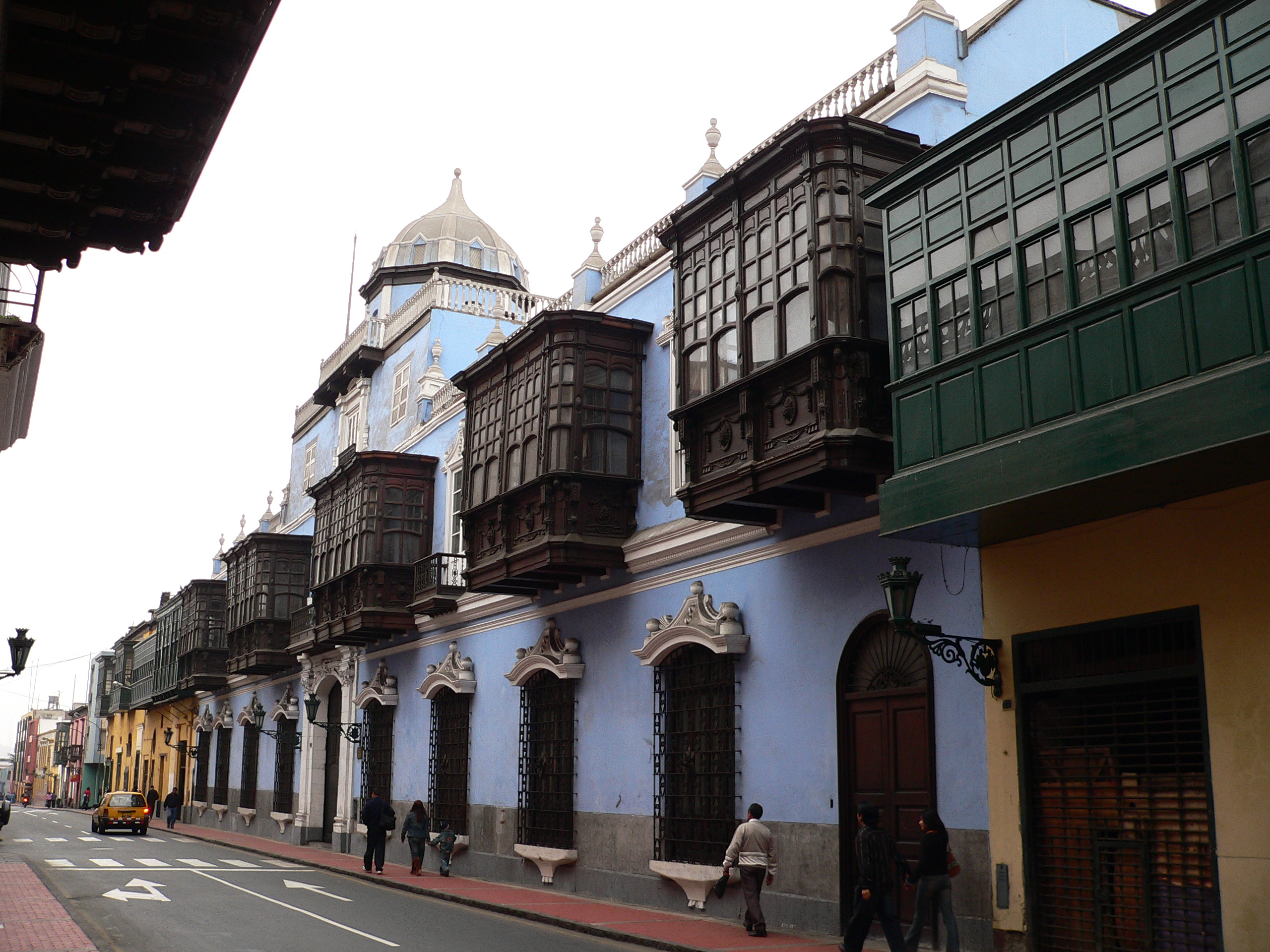
Фасад здания Перуанской академии языка, расположенного на улице Хирон Конде де Суперунда. Балконы в стиле Людовика XVI украшены гирляндами

Балконы зданий исторического центра Лимы являются неотъемлемой частью культурного наследия столицы Перу. Подавляющее большинство зданий с балконами построено в XVII—XVIII веках, во время испанского колониального режима, часть из них сооружена уже после обретения страной независимости. По некоторым оценкам, численность балконов в историческом центре Лимы превышает 1600. Наличие балконов, наряду с другими архитектурными памятниками, послужило основанием для внесения исторического центра Лимы в список Всемирного наследия ЮНЕСКО.
Для того, чтобы обеспечить сохранность балконов, муниципалитет Лимы привлекает к реставрационным работам компании-инвесторы, а также частных лиц..

## Исторический обзор

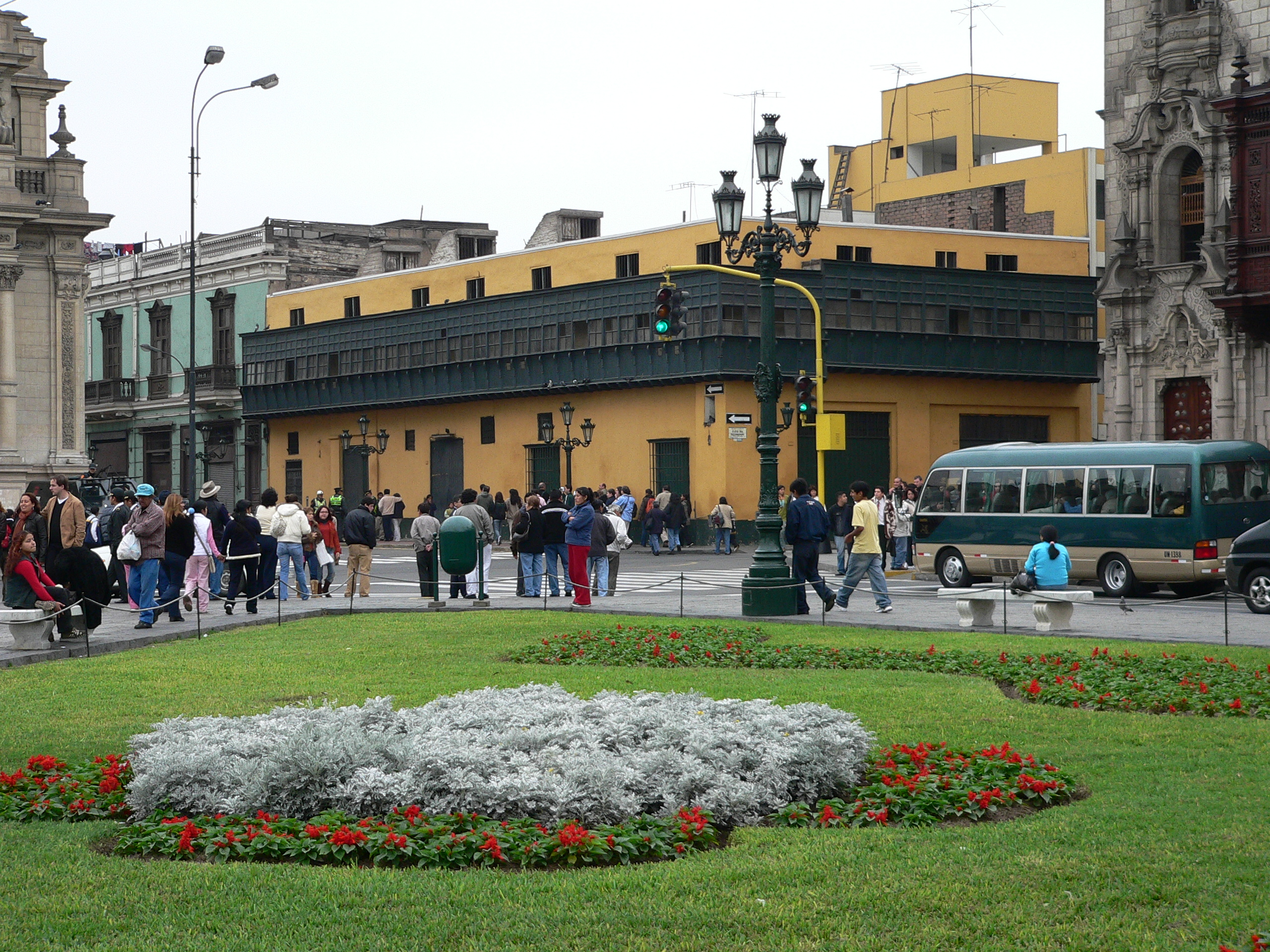
Балкон дома оидора на Пласа Майо

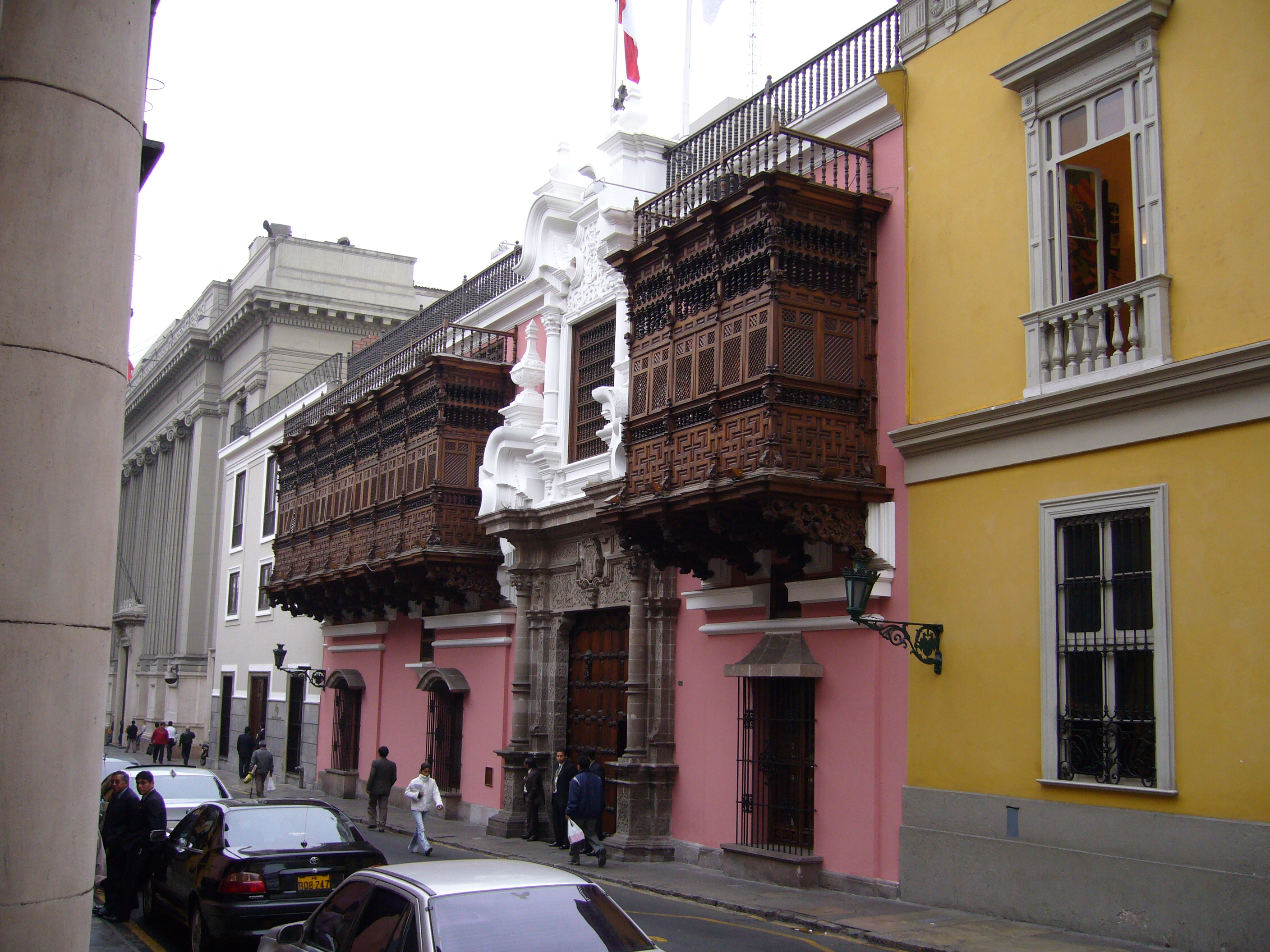
Балконы дворца Торре-Талье

Перуанский историк Антонио Сан-Кристобаль выделяет два периода в строительстве балконов в Лиме.
- Первый период: для домов постройки XVI — начала XVII веков характерны закрытые балконы и вытянутые вдоль фасадов цветочные галереи;
- Второй период: примерно с 1620 года постепенно начинается переход к открытым балконам.

## Типы балконов
Открытые балконы (Balcones abiertos): представляли собой площадку с перилами, без каких-либо деталей между перилами и крышей. Высота перил была, как правило, в 1,25 вары (примерно 1,05 метра), некоторые из них имели козырёк из древесины для защиты от дождя.
Закрытые балконы (Balcones rasos): не имели выступов от фасада, вели непосредственно в комнату, без наружной площадки.
Балконы-«ящики» (Balcones de cajón): представляли собой закрытые конструкции, поднятые над улицами. Как правило, имели ширину в 1,25 вары.
Длинные балконы-«ящики» (Balcones largos de cajón): представлены двумя типами балконов — открытые балконы в домах на нескольких хозяев и удлинённые конструкции балконов-ящиков в домах с одним владельцем.

## Характеристики балконов
Для балконов, построенных до землетрясения 1687 года, были характерны:
- Перила (парапет) — как правило, были изготовлены из досок, закрытые или открытые;
- Решетчатые украшения в виде пересекающихся стержней, как правило, изготовленные из кедра;
- Балясины с арками, иногда c узкой полоской из небольших досок.

## Структура балконов

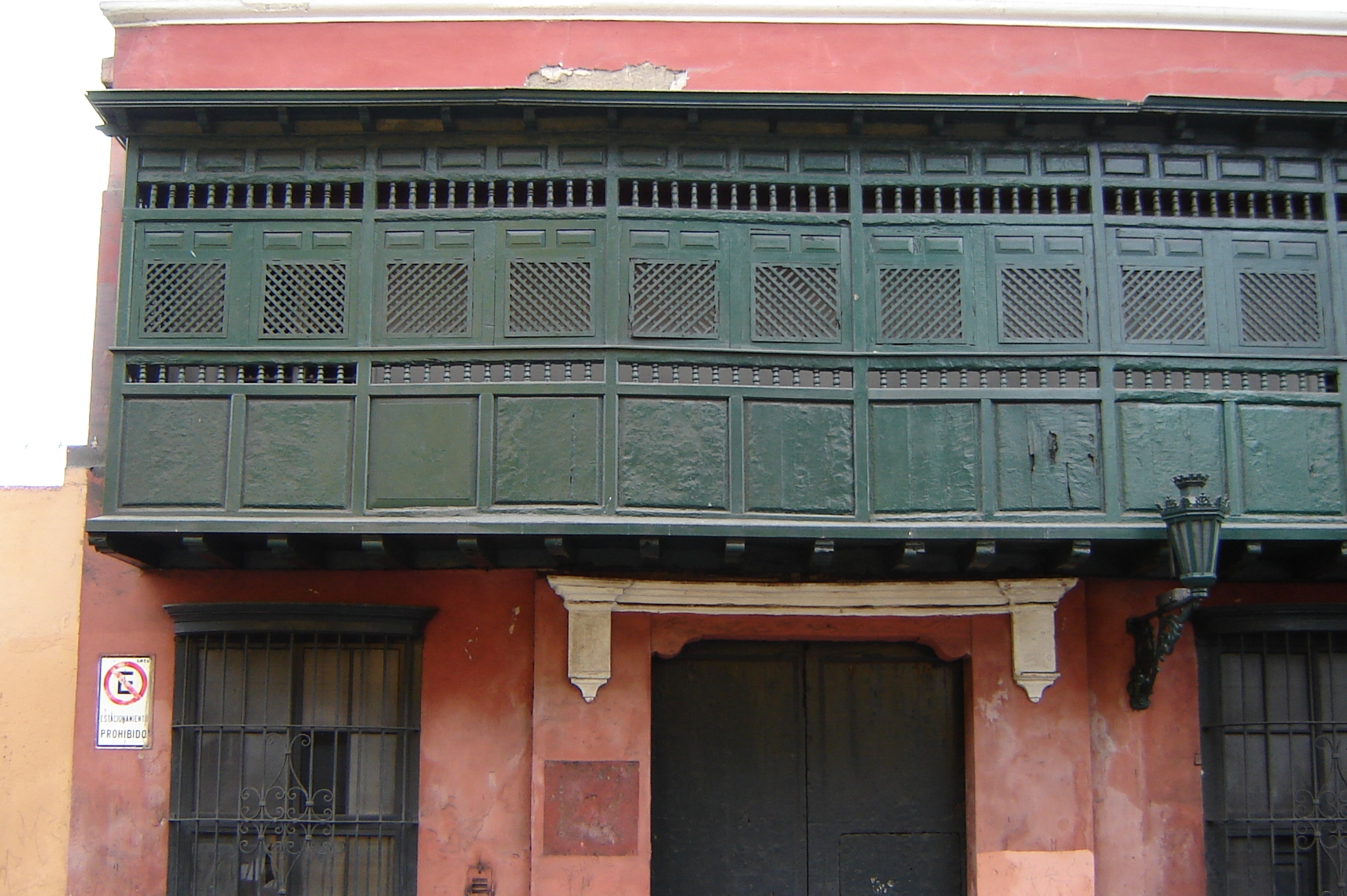
Типичный балкон XVII века на Музее истории корриды

Площадки балконов напоминали коридоры, образованные выступами стен, иногда закреплённые на кронштейнах, которые поддерживали вертикальные опоры площадки.
Основная структура балконов Лимы осталась неизменной на протяжении веков. Внешняя панель была покрыта деревянными изразцами в стиле перуанской колониальной архитектуры.

## Мероприятия по сохранению
В период с 1996 по 1998 годы мэрия Лимы выработала специальную программу по восстановлению первоначального вида балконов, в рамках плана восстановления исторического центра Лимы.
Программа предусматривала привлечение инвестиций различных государственных и частных учреждений для сохранения и восстановления балклнов. Общий объём привлечённых инвестиций составил порядка $800 тысяч.

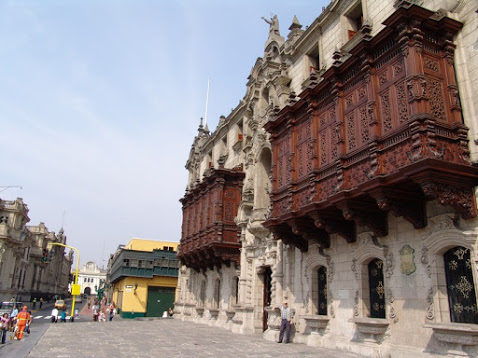
Богато декорированный балкон на здании колониальной эпохи